# Prisión de Welikada
La Prisión de Welikada es una prisión de máxima seguridad y la cárcel más grande del país asiático de Sri Lanka. Fue construida en 1841 por el gobierno colonial británico bajo la administración del entonces gobernador Cameron. La prisión cubre un área de 48 acres (190.000 metros cuadrados). Está sobrepoblada con cerca de 1.700 detenidos más que lo que debería tener. La prisión también tiene una horca (aunque esta no se utiliza desde 1959) y tiene su propio hospital además. La prisión es administrada por el Departamento de Prisiones de Sri Lanka.